# Antonio Campos (director)
Antonio Campos (Nueva York, 24 de agosto de 1983) es un director, guionista y productor de cine estadounidense. Entre sus obras como director están Afterschool (2008), Simon Killer (2012), Christine (2016) y El diablo a todas horas (2020).

## Biografía
Campos nació en la ciudad de Nueva York. Su padre, Lucas Mendes Campos, es un periodista brasileño, mientras que su madre, Rose Ganguzza, es una productora estadounidense, hija de padres italianos.

## Carrera
El primer largometraje de Campos, Afterschool, debutó en el Festival de Cannes. Posteriormente, la cinta fue adquirida por IFC Films y estrenada el 2 de octubre de 2009. El siguiente proyecto de Campo fue Simon Killer, que tuvo su estreno mundial en el Festival de Sundance. Esta película fue nuevamente adquirida por IFC Films, compañía que la exhibió en los cines en abril de 2013.
El tercer filme de Campos, Christine, debutó en el Festival de Sundance de 2016. Los derechos de distribución de esta cinta fueron adquiridos por The Orchard, la cual la estrenó el 14 de octubre de 2016.
El siguiente proyecto de Campos es dirigir la precuela de La profecía para el estudio 20th Century Fox.
Campos también fundó la compañía de producción Boarderline Films, la cual ha estado a cargo de películas como James White, Katie Says Goodbye y Martha Marcy May Marlene.
La quinta película de Campos, llegó en 2020,con el nombre de El diablo a todas horas, película estadounidense de suspenso psicológico, basada en la novela del mismo nombre de Donald Ray Pollock.

## Filmografía

### Cine
Como director
| Año  | Título                 | Director | Guionista | Productor |
| ---- | ---------------------- | -------- | --------- | --------- |
| 2005 | Buy It Now             | Sí       | Sí        | Sí        |
| 2008 | Afterschool            | Sí       | Sí        | No        |
| 2012 | Simon Killer           | Sí       | Sí        | No        |
| 2016 | Christine              | Sí       | No        | No        |
| 2020 | The Devil All the Time | Sí       | Sí        | No        |

Como productor
- Martha Marcy May Marlene (2011)
- James White (2015)
- Piercing (2018)

### Televisión
| Año     | Título        | Director | Guionista | Productor Ejecutivo | Notas                  |
| ------- | ------------- | -------- | --------- | ------------------- | ---------------------- |
| 2017    | The Punisher  | Sí       | No        | No                  | Episodio: "Cold Steel" |
| 2017-18 | The Sinner    | Sí       | No        | Sí                  | 5 episodios            |
| 2020    | Homemade      | Sí       | Sí        | No                  | Episodio: "Annex"      |
| 2022    | The Staircase | Sí       | Sí        | Sí                  | Miniserie              |

## Premios y distinciones
Festival Internacional de Cine de Cannes
| Año  | Categoría                    | Película   | Resultado |
| ---- | ---------------------------- | ---------- | --------- |
| 2005 | Cinéfondation. Primer premio | Buy It Now | Ganador   |